# ミストレッタ
ミストレッタ（イタリア語: Mistretta）は、イタリア共和国シチリア州メッシーナ県にある、人口約4,600人の基礎自治体（コムーネ）。

## 地理

### 位置・広がり
メッシーナ県西部のコムーネ。県都メッシーナから西南西へ109kmの距離にある。

#### 隣接コムーネ
隣接するコムーネは以下の通り。括弧内のENはエンナ県所属を示す。
- カピッツィ
- カロニーア
- カステル・ディ・ルーチョ
- チェラーミ (EN)
- ニコジーア (EN)
- ペッティネーオ
- レイターノ
- サント・ステーファノ・ディ・カマストラ